# Юхананов Борис Юрійович
Борис Юрійович Юхананов (рос. Борис Юрьевич Юхананов; 30 вересня 1957, Москва — 5 серпня 2025, Москва) — російський режисер, теоретик театру, відео, кіно та телебачення; художник, письменник, поет, педагог. З 2013 року до смерті — художній керівник Електротеатру Станіславський. Піонер російського андеграундного мистецького руху 1980–1990-х років та один із засновників руху радянського паралельного кіно, який запропонував альтернативу кіно тому, що створювалося державою. Серед основних робіт — радикальна інтерпретація «Синього птаха» Моріса Метерлінка, оперний серіал «Дриллаліанс» та двосерійний «Постійний принцип». Юхананов був засновником нового процесуалізму, методології та художньої стратегії, яка позиціонує театр як центр усіх форм мистецтва, що охоплюють кожен аспект часу, будь то кіно, музичний концерт чи перформанс.

## Життєпис
Народився 30 вересня 1957 року у Москві. Розпочав свою кар'єру актора 1974 року у Московському театрі ляльок. У 1979 році закінчив Воронезький інститут мистецтв, отримав спеціалізацію з акторської майстерності на сцені та кіно. З 1979 по 1980 роки грав у Брянському обласному драматичному театрі. На початку 1980-х зосередив свої інтереси на режисурі та вступив на престижний курс режисури, який очолював Анатолій Ефрос у ГІТІСі (Російський інститут театрального мистецтва). Курс проводили спільно Ефрос із Анатолієм Васильєвим. Першим режисерським досвідом Юхананова була робота асистентом режисера Анатолія Ефроса на постановці «Бурі» за п'єсою Вільяма Шекспіра (1983), у цій виставі Юхананов також зіграв роль Калібана. З 1983 по 1985 роки був асистентом режисера у постановці Васильєва «Серсо» за драматургією Віктора Славкіна. Цей досвід розвинув розуміння Юхананова театру, що згодом вплинуло на його власний метод режисури. Найпомітнішим серед ранніх експериментальних проектів Юхананова є «Капричіо», засновані на записі судового процесу над Йосипом Бродським у радянському суді. Головну роль у цьому проекті виконав Микита Михайловський. Подальша дружба між Юханановим та Михайловським призвела до створення естетично радикальної трупи під назвою «Театр Театр».
Помер 5 серпня 2025 року у Москві від серцевої недостатності. Похований на Троєкурівському цвинтарі.

## Премії та нагороди
- 1996 — Премія Костянтина Станіславського за найкращу сценографію — проект «Сад» (худ. Юрій Харіков)
- 2015 — Премія «Московського комсомольця» у номінації «Проект року» — вистава «Синій птах»
- 2016 — «Золота маска» — оперний серіал «Сверлійці» представлено у дев'яти номінаціях. Анастасія Нефьодова — лауреат за костюми
- 2017 — Премія національної газети «Музичний огляд» у номінації «Сучасна музика» — лауреат — «Галілео. Опера для скрипки та вченого»
- 2018 — Звання «Почесний діяч мистецтв міста Москви»
- 2018 — XVI Міжнародний фестиваль «Дух вогню» — приз «За особистий внесок у кіномистецтво та створення своєї школи»
- 2018 — «Золота маска» — «Галілео. Опера для скрипки та вченого» представлено у семи номінаціях
- 2018 — Портал про кіно kinopoisk.ru включив «Початок» у добірку кращих фільмів про футбол
- 2018 — Борис Юхананов увійшов до списку ключових театральних режисерів за версією журналу Elle
- 2018 — Премія «Московського комсомольця»: «Електротеатр», Бориса Юхананова нагороджено за «Орфічні ігри. Панк-макраме», художницю Марину Алексєєву за оперу «Проза», та директор театру Ірину Золіну
- 2019 — Шорт-лист найкращих російських вистав за версією Асоціації театральних критиків — вистава «Піноккіо»
- 2019 — Борис Юхананов увійшов до трійки переможців категорії «Театр» у голосуванні за героїв десятиліття, організованого Colta.ru
- 2019 — «Золота маска» — номінант у номінації «Експеримент» — проект «Орфічні ігри»
- 2020 — Премія «Московського Комсомольця» — вистава «Піноккіо» перемогла у трьох номінаціях: найкраща вистава, найкращий художник (Юрій Харіков), найкращий тандем (Марія Бєляєва та Світлана Найденова у ролі Піноккіо)
- 2020 — аналітична група проекту «100 Creative Russians» включила Бориса Юхананова до списку креативних лідерів Росії
- 2020 — Московська арт-премія — Гран-прі — «Октавія. Трепанація»
- 2021 — Премія «Золота маска» — висиави «Октавія. Трепанація» та «Піноккіо» перемогли у номінації найкраща вистава малої форми («Піноккіо. Театр»; найкраща робота художника по костюмах — Анастасія Нефьодова / «Піноккіо. Театр»; найкраща робота композитора в музичному театрі — Дмитро Курляндський / опера «Октавія. Трепанація»; спеціальна премія журі музичного театру за розвиток вокальних технік — Аріна Звєрєва, N'Caged; найкраща робота художника в музичному театрі — Степан Лук'янов / опера «Октавія. Трепанація»
- 2021 — Премія «Чистий звук» — запис опери «Октавія. Трепанація» Дмитра Курляндського та Бориса Юхананова
- 2021 — Премія Федерації єврейських громад Росії (ФЕОР) «Скрипаль на даху»  — виставаи «Електротеатру Станіславського» перемогли у номінації «Театр» за спектаклі «Життя та незвичайні пригоди Соломона Маймона» режисера Андрія Сильвестрова та «Заручини» режисера Григорія Зель
- 2024 — Московська арт-премії в номінації «Кіно» — лауреат — фільм-трилогія «Божевільний ангел Піноккіо»